# انداکاتانی
انداکاتانی (به لاتین: Andakatany) یک سکونتگاه مسکونی در ماداگاسکار است که در آمورونئی مانیا واقع شده‌است.

## خصوصیات
انداکاتانی ۴٬۰۰۰ نفر جمعیت دارد.